# Esmeralda Bank
Koordinaten: 15° 0′ N, 145° 15′ O

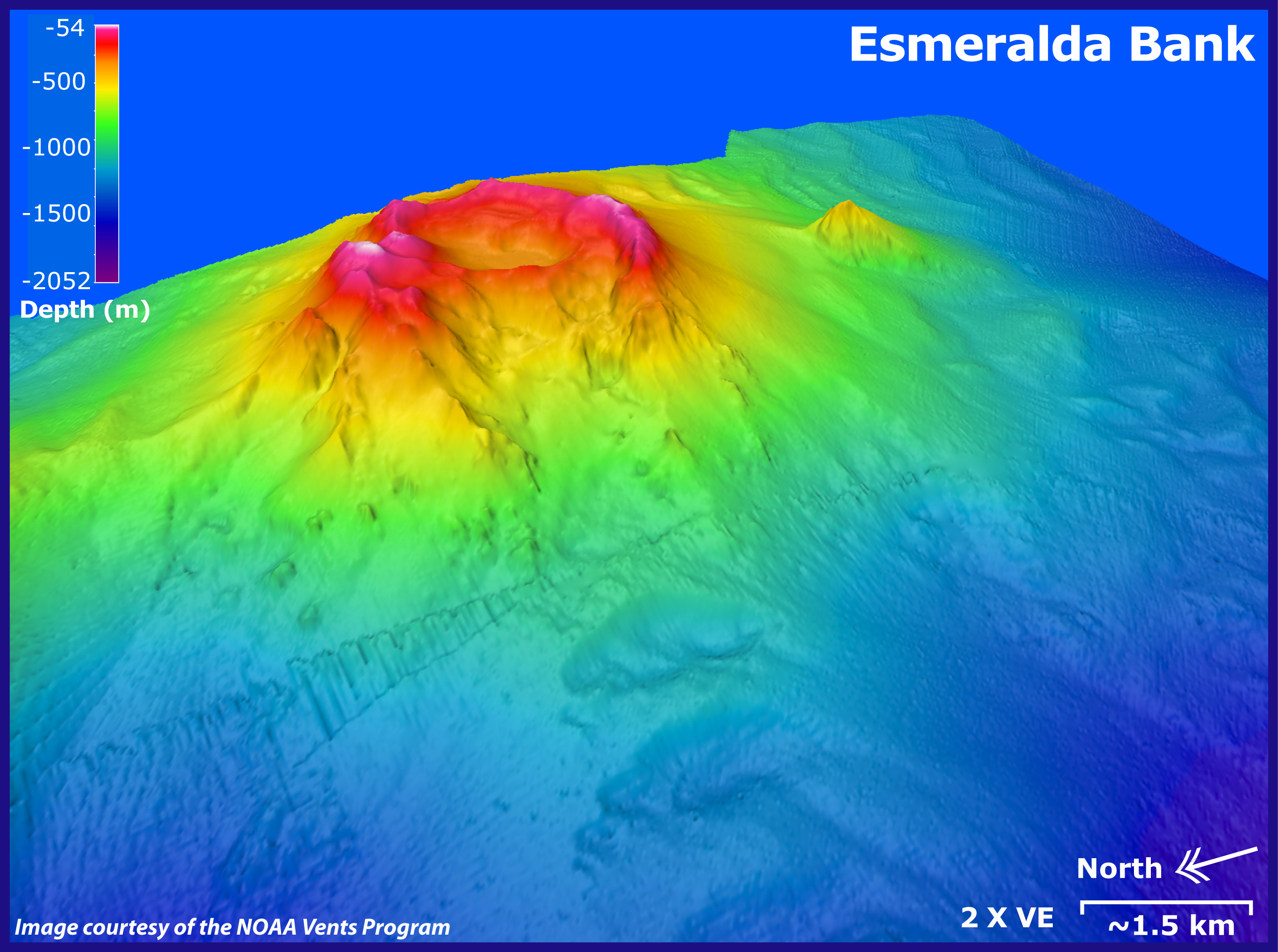
Zweifach überhöhte Darstellung des Vulkans nach bathymetrischen Daten

Die Esmeralda Bank ist ein Unterwasservulkan ca. 37 Kilometer westlich der Insel Tinian der Inselgruppe Nördliche Marianen im Pazifik und befindet sich am südlichen Ende der Marianen-Vulkankette. Er hat drei Gipfelkegel, die entlang einer Nord-Süd-Linie liegen. Der höchste Gipfel liegt ca. 43 Meter unter der Meeresoberfläche und besitzt eine ca. 3 Kilometer breite Caldera und mehrere kleine Nebenkegel. Es wurden öfters Wasserverfärbungen und Schwefelverbindungsgeruch wahrgenommen, die entweder kleinen Ausbrüchen oder solfatarischer Tätigkeit zugeschrieben werden.

## Letzte bekannte Aktivität
Am 26. Mai 1987 beobachtete ein Pilot dort heftig emporsprudelndes und verfärbtes Wasser.